# 늑막염

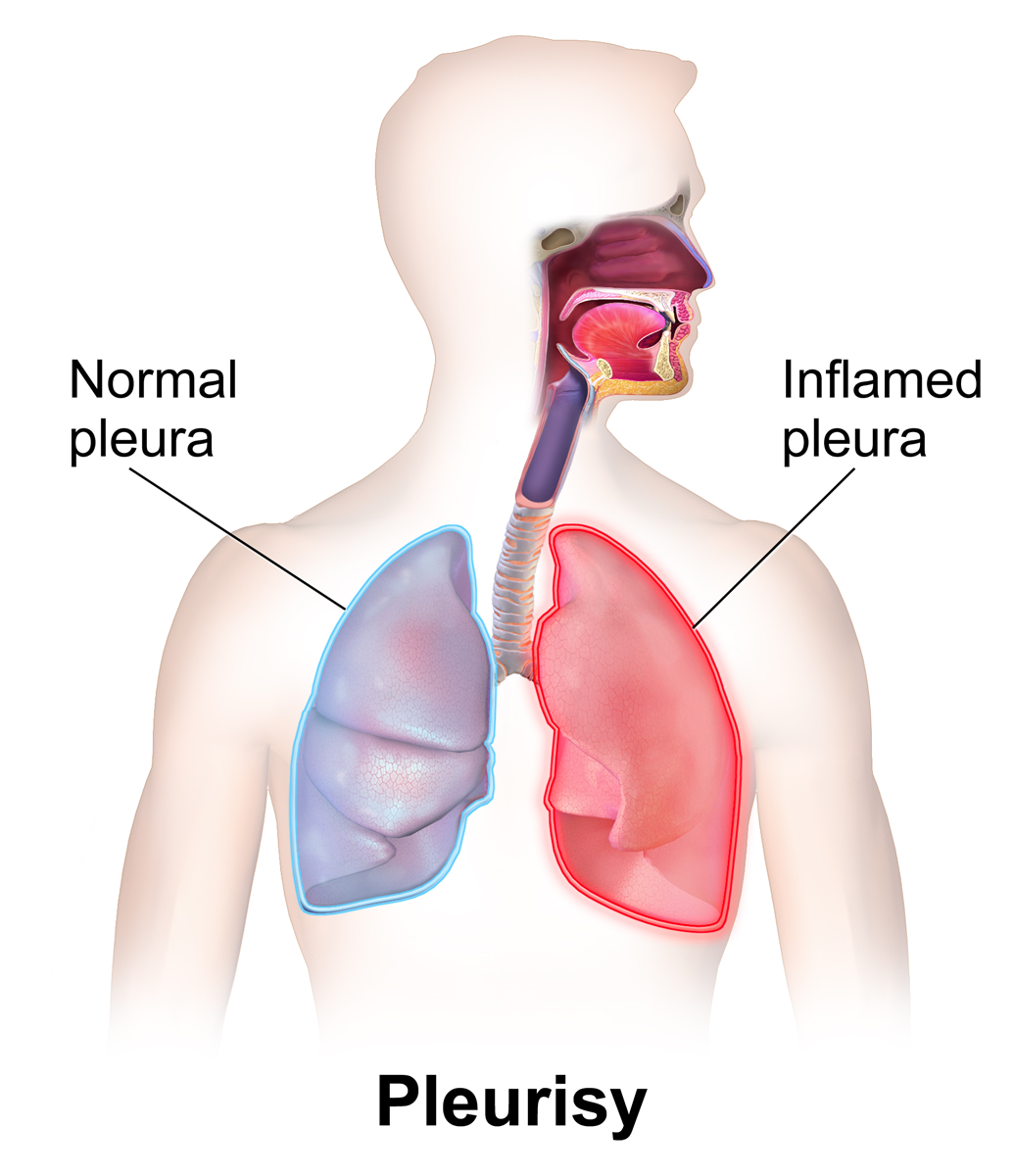

늑막염은 허파를 둘러싸고 흉강의 막을 형성하는 세포막의 염증이다. 호흡 시 날카로운 흉통을 느낄 수 있다. 다른 증상으로는 기반이 되는 병인에 따라 호흡곤란, 기침, 발열, 체중 감소가 있을 수 있다.
가장 흔한 병인은 바이러스 감염이다. 다른 병인에는 병원성 세균, 폐렴, 폐색전증, 자가 면역 질환, 폐암 등이 있다.
치료는 기반이 되는 병인에 따라 다양하다. 통증 완화를 위해 아세트아미노펜과 이부프로펜을 사용할 수 있다. 이 질병에 관한 기록은 적어도 히포크라테스에 의해 기원전 400년 경으로 거슬러 올라간다.